# University of Exeter
Die University of Exeter (kurz UoE, deutsch Universität Exeter, lateinisch Universitas Exoniensis) ist eine britische Universität mit Sitz in Exeter (Devon), die eine Vielzahl von Studiengängen anbietet.
Hervorzuheben sind die mathematische Fakultät und die renommierte wirtschaftswissenschaftliche Fakultät (University of Exeter Business School). Die archäologische Fakultät bietet als einzige in Großbritannien einen Studiengang in experimenteller Archäologie an. Die Universität ist Mitglied der prestigeträchtigen Russell Group, einem Verband forschungsstarker britischer Eliteuniversitäten als Pendant zur amerikanischen Ivy League.

## Reputation
Die Universität von Exeter genießt ein hohes Ansehen und ist bekannt für ihre akademische Exzellenz, laut der Guardian League Tables 2020 gehört die Eliteuniversität zu den Top 10 in Großbritannien mit einer  Aufnahmequote von nur 14,7 % im Jahr 2017 (6 065 Aufnahmen aus insgesamt 41 000 Bewerbungen). Laut des Research Excellence Framework (REF) 2014, wurden 82 % der Forschungsleistung entweder als „weltweit führend“ (29 %) oder „international exzellent“ (53 %) bewertet. Darüber hinaus ist Exeter die am schnellsten wachsende Forschungsuniversität im Vereinigten Königreich. Exeter erreichte auch die „TEF Gold“ Bewertung im Teaching Excellence Framework (TEF), was die besten Klassifizierung darstellt. Die Institution ist außerdem Mitglied der Universities UK, des Alan Turing Institute, des Met Office, der European University Association, der Association of Commonwealth Universities sowie eine akkreditierte Institution der Association of MBAs (AMBA).

## Vorreiterrolle in der globalen Wetter- und Klimaforschung

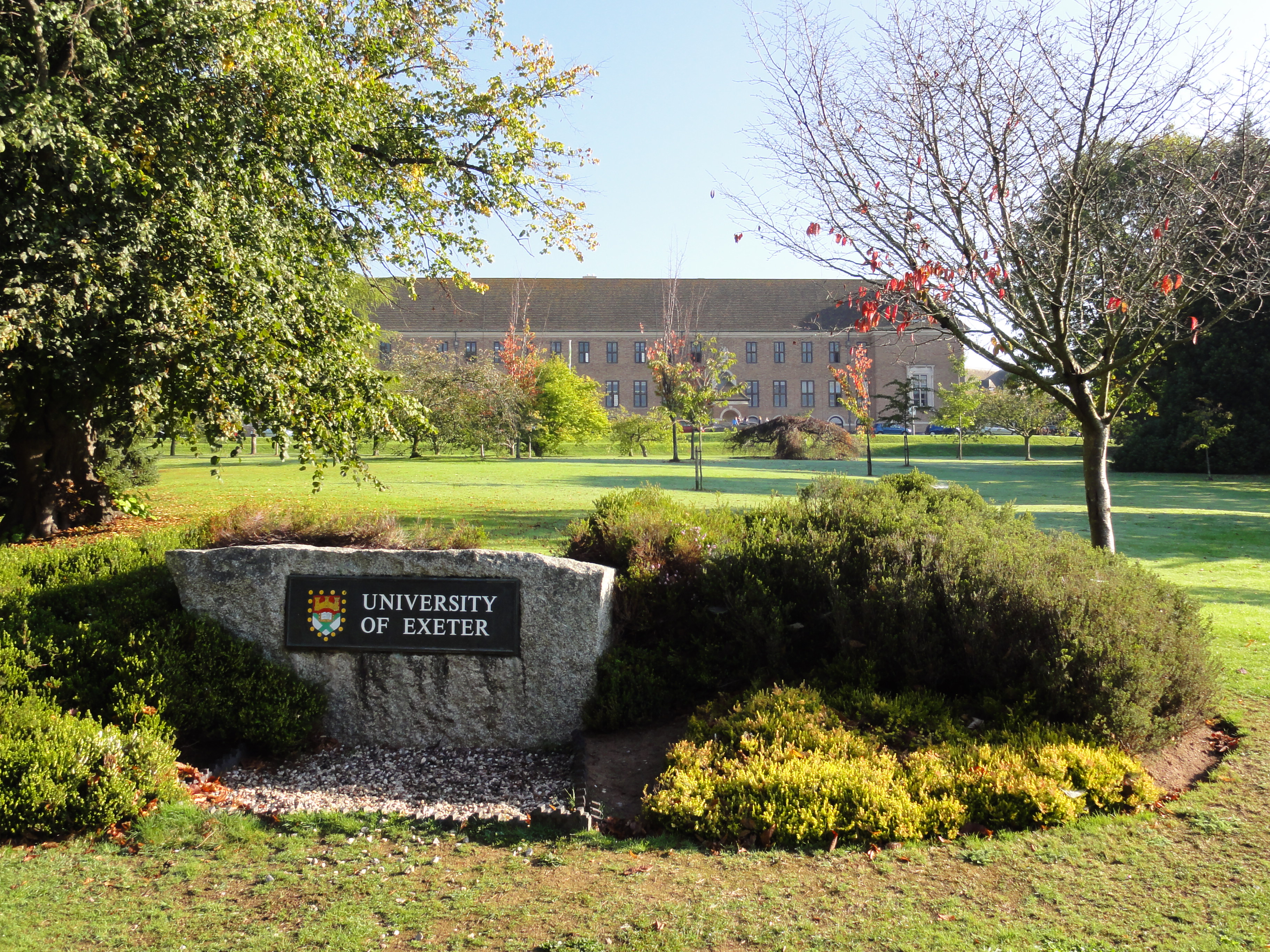
Das University of Exeter-Schild mit dem Washington Singer-Gebäude im Hintergrund

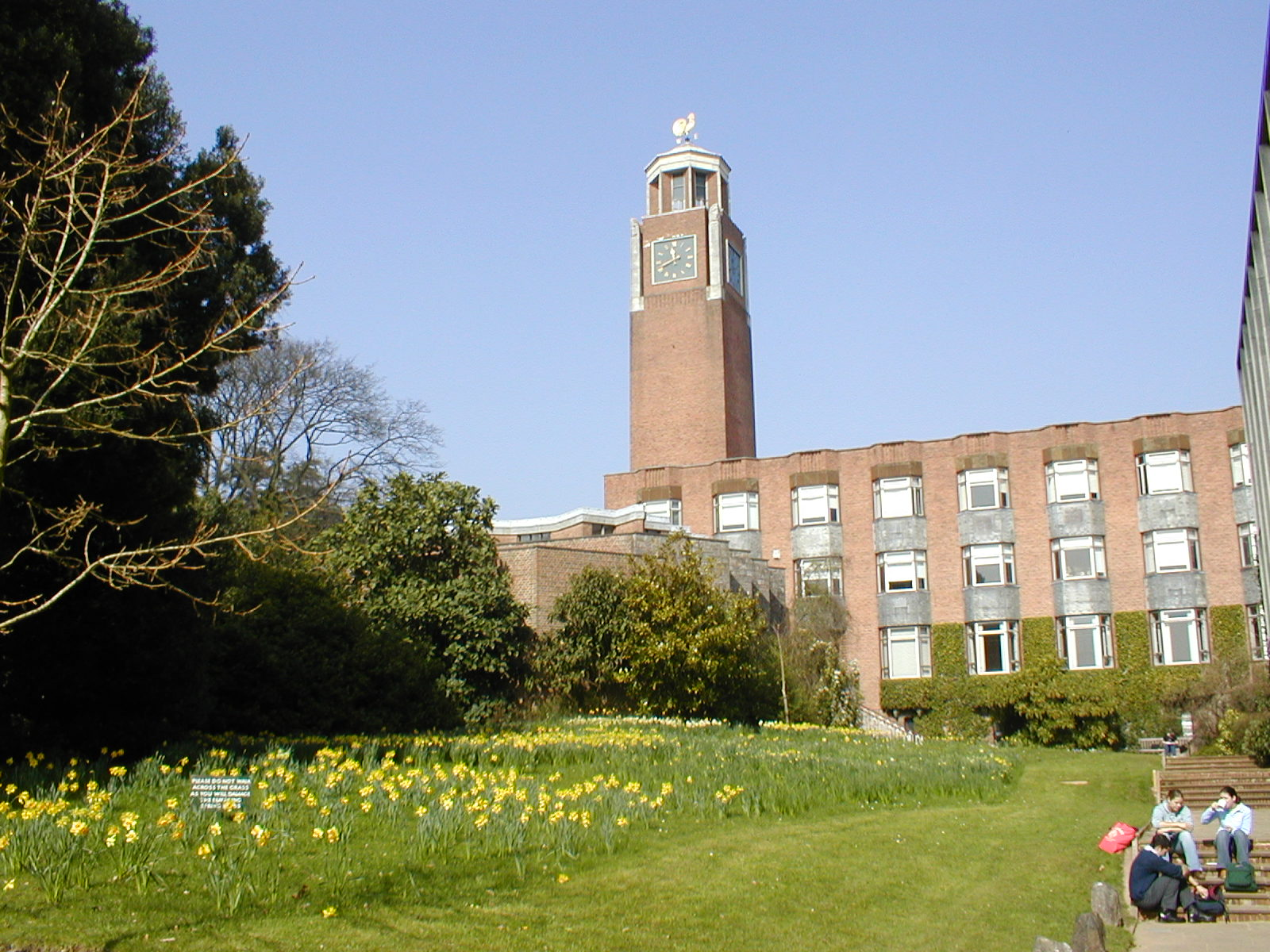
University of Exeter Turmuhr

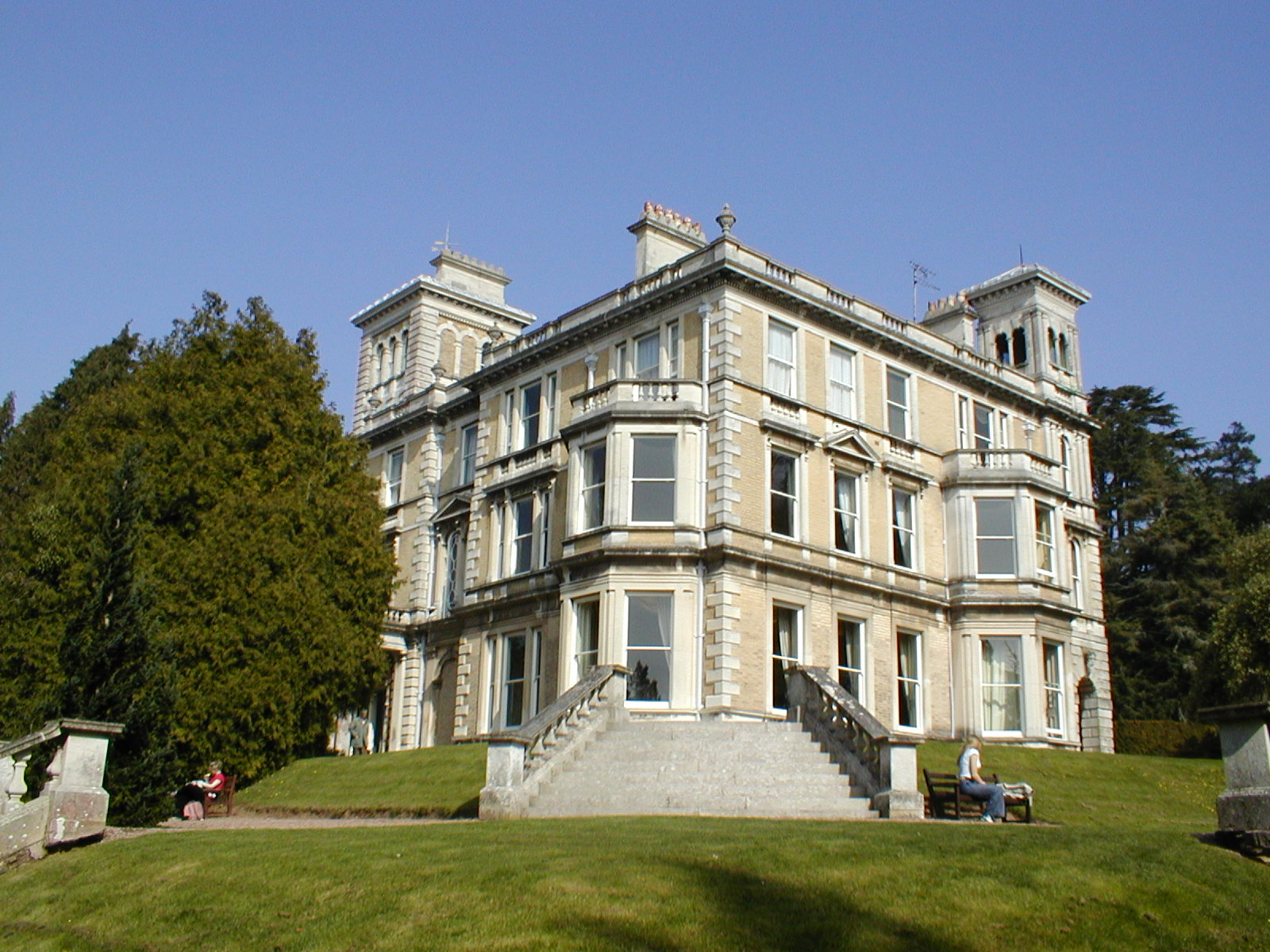
Die Reed Hall am Streatham Campus

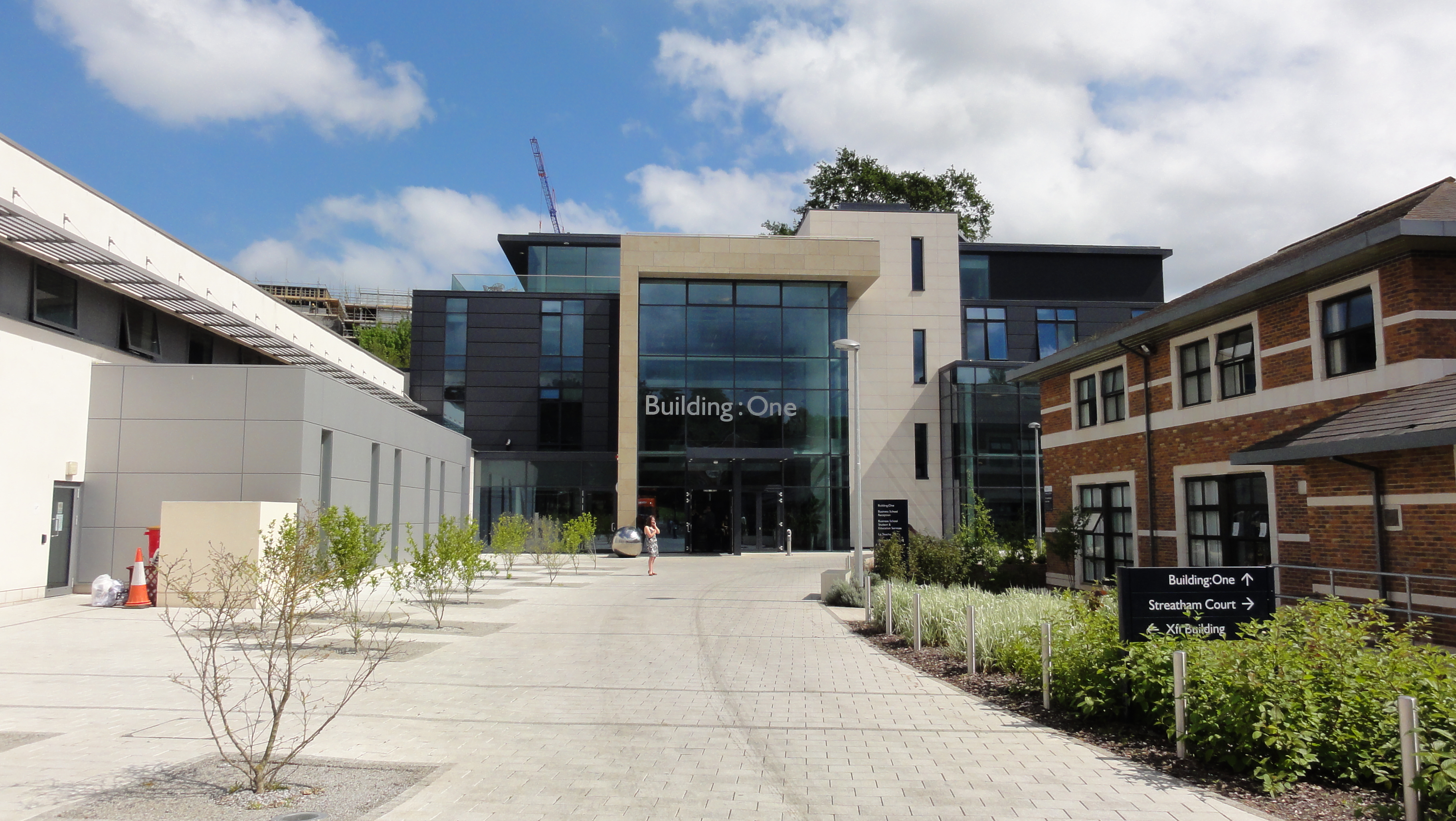
University of Exeter Business School Hauptgebäude

In internationalen Kreisen ist es bekannt, dass Exeter den Weltklasse-Status als Zentrum für die Klimaforschung weiterhin ausbaut, denn in Devon ist die Konzentration von Umweltwissenschaftler viermal höher als der nationale Durchschnitt. Exeter gilt als globales Zentrum Klimawissenschaftler Forschung mit Wissenschaftsteams sowohl am Met Office als auch an der University of Exeter.

### Joint Centre for Excellence in Environmental Intelligence
Die Universität von Exeter und das Met Office haben darüber hinaus am 15. Juli 2020 einen ehrgeizigen Plan zur Schaffung des Joint Centre for Excellence in Environmental Intelligence (deutsch Gemeinsames Zentrum der Exzellenz in Umweltwissenschaftlicher Intelligenz) verkündet. Die Exeter-Met Office Partnerschaft hat sich zum Ziel gesetzt, Pionierarbeit beim Einsatz von Datenwissenschaften und Künstlicher Intelligenz  zur Lösung globaler Umweltprobleme, vor allem bei Themen wie Klimawandel, Luftverschmutzung und Extremwetterereignisse zu leisten. Das Joint Center mit Sitz in Exeter wird nicht nur weltweit führende Forscher der University of Exeter und des Met Office zusammenbringen, sondern auch eine enge Zusammenarbeit mit dem Alan Turing Institute, dem national führenden Zentrum für Datenwissenschaften und KI in Großbritannien, anstreben.

#### Ziele
Ein wichtiges Ziel ist die Bereitstellung eines Zentrums für Forschung und Ausbildung zur Unterstützung einer neuen globalen Community für Umweltinformationen und zur Förderung Großbritanniens als globaler Vorreiter KI-basierter Umwelttechnologien. Des Weiteren, soll eine Erleichterung der Zusammenarbeit zwischen Wissenschaft, Wirtschaft, Regierungen und anderen Interessengruppen gewährleisten, um zweckmäßige und wissensbasierte Lösungen zu entwickeln.

#### Forschungsausstattung und Finanzierung
Um die Vorhersagegenauigkeit von Extremwetterereignissen zu verbessern und zu beschleunigen, hat die britische Regierung dem Met Office eine Investition von 1,2 Mrd. GBP (etwa 1,3 Mrd. Euro) zur Anschaffung der weltbesten Supercomputer bereitgestellt.  Die Regierung hat außerdem 30 Millionen Pfund für fortschrittliche Supercomputer-Dienste angekündigt um den Forschern den Zugang zu den neuesten Technologien zu ermöglichen.

## Fakultäten

### College of Engineering, Mathematics and Physical Sciences
- Camborne School of Mines
- Department of Engineering
- Department of Mathematics and Computer Science
- Department of Medical Imaging
- Department of Physics and Astronomy

### University of Exeter Business School
- Centre for Leadership Studies
- Department of Accounting
- Department of Economics
- Department of Management
- Xfi Centre for Finance and Investment

### Medical School
- University of Exeter Medical School (ab 2013)
- Peninsula College of Medicine and Dentistry (bis 2012)

### College of Humanities
- Department of Archaeology
- Department of Classics and Ancient History
- Department of Drama
- Department of English
- Department of Film Studies
- Department of History
- Department of Modern Languages
- Department of Theology and Religion

### College of Social Sciences and International Studies
- Department of Politics
- Department of Sociology and Philosophy
- Graduate School of Education
- Institute of Arab and Islamic Studies
- Law School

### College of Life and Environmental Sciences
- Department of Biosciences
- Department of Geography
- Department of Psychology
- Department of Sport and Health Sciences

## Rankings
Während die University of Exeter bis 2006 in den nationalen Hochschulrankings auf den Plätzen 25 bis 35 gelegen war, konnte sie im Ranking der Times 2010 erstmals eine Platzierung unter den besten zehn Universitäten erreichen. Seit 2011 ist die Universität regelmäßig unter den oberen zehn Prozent der etwa 120 britischen Hochschulen aufgeführt. 2007 wurde die University of Exeter von der Times Higher Education und 2013 von der Sunday Times als „Hochschule des Jahres“ (university of the year) ausgezeichnet. Im internationalen Times Higher Education World University Ranking 2015/2016 liegt die University of Exeter auf dem 93. Platz weltweit. Das internationale CWTS Leiden Ranking 2015 führt die Universität auf dem achten Rang der europäischen und dem 34. Platz der Hochschulen weltweit.
| Nationale Rankings | 2005 | 2006 | 2007 | 2008 | 2009 | 2010 | 2011 | 2012 | 2013 | 2014 | 2015 | 2016 | 2017 | 2018 | 2019 |
| --- | ---- | ---- | ---- | ---- | ---- | ---- | ---- | ---- | ---- | ---- | ---- | ---- | ---- | ---- | ---- |
| The Complete University Guide (in Zusammenarbeit mit The Daily Telegraph (2007 und 2011), The Independent (2008–2010) und Daily Mail (2012)) | –    | –    | –    | 17.  | 19.  | 21.  | 24.  | 15.  | 13.  | 10.  | 10.  | 10.  | 13.  | 14.  | 12.  |
| The Guardian University Guide | 29.  | 44.  | 27.  | 34.  | 14.  | 13.  | 14.  | 11.  | 10.  | 12.  | 12.  | 9.   | 11.  | 13.  | 14.  |
| Good University Guide (The Times, The Sunday Times)                                                                                          | –    | –    | –    | –    | –    | –    | –    | –    | –    | 8.   | 7.   | 7.   | 9.   | 14.  | 14.  |
| The Times | 31.  | 34.  | 28.  | 17.  | 13.  | 9.   | 12.  | 10.  | 10.  | –    | –    | –    | –    | –    | –    |
| The Sunday Times | 24.  | 25.  | 18.  | 17.  | 14.  | 17.  | 17.  | 9.   | 7.   | –    | –    | –    | –    | –    | –    |

## Fachbezogenes globales Ranking
Im weltweiten Vergleich schneidet die Universität von Exeter in folgenden Fachbereichen besonders gut ab.
| Fachbereich                        | Platzierung |
| ---------------------------------- | ----------- |
| Sportwissenschaften                | 10          |
| Ingenieurwesen (Mineral & Bergbau) | 14          |
| Geographie                         | 21          |
| Umweltwissenschaften               | 38          |
| Geophysik                          | 48          |
| Geschichte                         | 50          |

## Campus
Die Universität ist aufgeteilt auf drei Standorte, Streatham Campus (Haupt-Campus), St. Luke’s und Cornwall Campus in Falmouth. In den vergangenen Jahren wurde der Streatham Campus wiederholt zum schönsten Campus Englands gewählt, was an der sehr ausgedehnten parkähnlichen Gestaltung liegt. So war er auch schon Handlungsort diverser Filmproduktionen. Die UoEx ist erst nach dem Zweiten Weltkrieg zur Universität geworden und war vorher lediglich ein College, das vor allem für seine Bergakademie bekannt war.

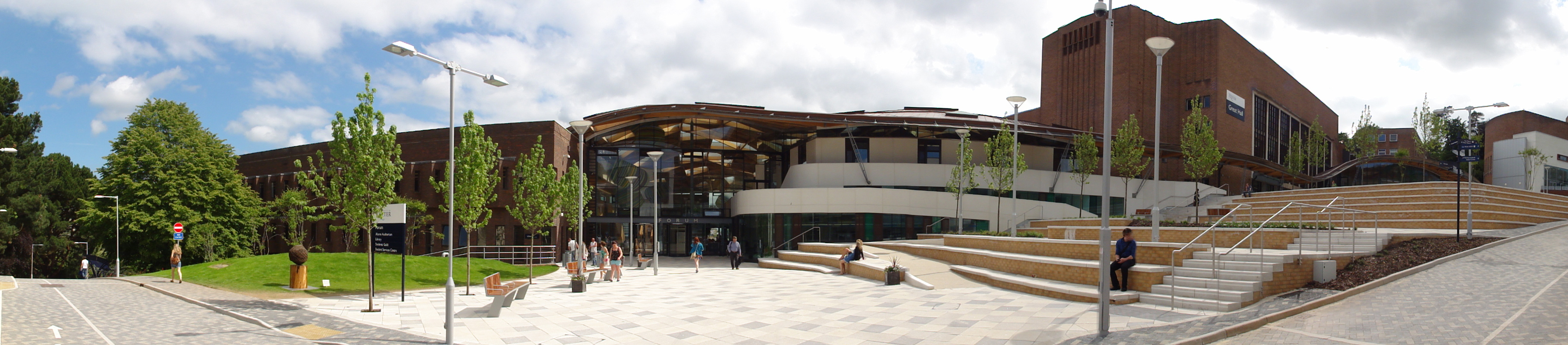
Panorama UoEx Forum mit der Universitätsbibliothek und der Great Hall im Hintergrund

## Persönlichkeiten
Berühmteste Absolventen der University of Exeter sind die Harry-Potter-Autorin Joanne K. Rowling (Bachelor of Arts in Französisch und Klassischer Altertumswissenschaft), der spätere türkische Staatspräsident Abdullah Gül (Aufenthalt während des Promotionsstudiums in Wirtschaft) sowie Peter (Abschluss in Sportwissenschaften) und Zara Phillips (Abschluss als Physiotherapeutin), die Kinder von Anne, Princess Royal und Enkel der ehemaligen Königin Elisabeth II.
- John A. Agnew (* 1949), Geograph
- Steve Bell (* 1951), Karikaturist
- Michael Berry (* 1941), Träger des Wolf-Preises in Physik
- Alice Birch (* 1986), Theaterautorin
- Steve Blame (* 1959), Fernsehmoderator
- Franz Blankart (1936–2021), Schweizer Diplomat
- Robert Bolt (1924–1995), Drehbuchautor (Doktor Schiwago, Lawrence von Arabien) und Oscarpreisträger
- Lucy Boulton (* 1986), Beachvolleyballspielerin
- Adam Campbell (* 1980), Schauspieler
- Roderick Campbell (* 1953), Politiker
- Martin Cauchon (* 1962), kanadischer Richter und Politiker
- Derek Clark (1933–2023), Politiker
- James Coldwell (1888–1974), kanadischer Politiker
- Ben Collins (* 1975), Rennfahrer
- Stephen Dillane (* 1957), Schauspieler
- Stanley Donwood (Dan Rickwood), Autor und Künstler
- Elena von Spanien (* 1963), Infantin von Spanien
- Michael Frendo (* 1955), maltesischer Politiker
- Matthias Gehler (* 1954), deutscher Journalist
- Richard Goleszowski (* 1959), Trickfilmer und Animateur
- Abdullah Gül (* 1950), türkischer Präsident (2007–2014)
- Vilmundur Gylfason (1948–1983), isländischer Politiker, Historiker und Dichter
- Fabian Haas (* 1967), deutscher Entomologe
- Matthew Herbert (* 1972), Musikproduzent
- Moussa Ibrahim (* 1974), libyscher Politiker
- Siegfried Jäger (1937–2020), deutscher Sprachwissenschaftler
- David Charles James (* 1945), anglikanischer Bischof
- Bob Jessop (* 1946), Ökonom, Soziologe und Politikwissenschaftler
- James Stuart Jones (* 1948), Bischof
- Andrew Lansley (* 1956), Politiker
- Esra Limbacher (* 1989), Politiker
- Caroline Lucas (* 1960), Politikerin
- Henry Mason (* 1974), Schauspieler und Regisseur
- Innes McCartney (* 1964), Autor, Historiker und Unterwasserarchäologe
- Abi Morgan (* 1968), Dramatikerin und Drehbuchautorin
- Pieter Omtzigt (* 1974), niederländischer Politiker
- Roeland Paardekooper (* 1970), niederländischer Archäologe
- Álvaro Santos Pereira (* 1972), portugiesischer Ökonom, Autor und Politiker
- Roy Perry (* 1943), Politiker
- Peter Phillips (* 1977), Enkel der Königin Elisabeth II.
- Zara Phillips (* 1981), Enkelin der Königin Elisabeth II.
- Andrea Prodan (* 1961), italienischer Schauspieler und Komponist
- Sultan bin Mohamed al-Qasimi (* 1939), Sultan des Emirats Schardscha
- Julian Richings (* 1956), Schauspieler
- Liz Rigbey (* 1957), Autorin
- Simon Rose, Jazz- und Improvisationsmusiker
- Joanne K. Rowling (* 1965), Harry-Potter-Autorin
- John Joseph Saunders (1910–1972), Historiker
- Horst Peter Schlotter (* 1949), deutscher Künstler
- Karl Heinz Schwebel (1911–1992), deutscher Historiker
- Seraphim von Glastonbury (* 1948), Metropolit
- Fiona Shackleton (* 1956), Rechtsanwältin
- Carol Shields (1935–2003), Schriftstellerin, Dichterin und Pulitzer-Preisträgerin
- David Silk (1936–2023), anglikanischer Bischof
- Mehmet Şimşek (* 1967), türkischer Politiker
- Uri Smilansky (* 1979), israelischer Musiker
- Andrew Smith (* 1954), Paläontologe
- Peter David Smith (1943–2020), Erzbischof
- Samantha Smith (* 1971), Tennisspielerin
- Ambiga Sreenevasan (* 1956), malaysische Rechtsanwältin und Menschenrechtlerin
- Iain Stewart (* 1972), Politiker
- Robin Teverson, Baron Teverson (* 1952), Politiker
- Bato Tomašević (1929–2017), jugoslawischer Diplomat und Autor
- Gilbert Trausch (1931–2018), luxemburgischer Historiker
- Joseph Tyndall (* 1927), guyanischer Politiker
- Verena Wriedt (* 1975), deutsche Journalistin und Fernsehmoderatorin
- Jeremy Wright (* 1972), Politiker
- Ahmed Zaki Yamani (1930–2021), saudi-arabischer Politiker und Rechtsanwalt
- Barbara Yorke (* 1951), Mediävistin
- Thom Yorke (* 1968), Sänger der Band Radiohead
- Will Young (* 1979), Sänger und Schauspieler

### Chancellors der University of Exeter
Im Juni 2016 wird Paul Myners das Amt des sechsten Chancellors von seiner Vorgängerin Floella Benjamin, die das Amt zehn Jahre lang bekleidete, übernehmen.
- 1955–1972: Mary Cavendish, Duchess of Devonshire (1895–1988)
- 1972–1981: Derick Heathcoat-Amory, 1. Viscount Amory (1899–1981)
- 1982–1998: Rex Edward Richards (1922–2019)
- 1998–2005: Robert Alexander, Baron Alexander of Weedon (1936–2005)
- 2006–2016: Floella Benjamin, Baroness Benjamin (* 1949)
- ab Juni 2016: Paul Myners, Baron Myners (1948–2022)[61]